# Interpolazione di Birkhoff
In matematica, per interpolazione di Birkhoff si intende una estensione dell'interpolazione polinomiale. Essa risolve il problema di trovare un polinomio p di grado d tale che 
{\displaystyle p^{(n_{i})}(x_{i})=y_{i}\qquad {\mbox{for }}i=1,\ldots ,d,}
dove i punti {\displaystyle (x_{i},y_{i})} e gli interi non negativi {\displaystyle n_{i}} sono dati. Questo problema differisce dall'interpolazione di Hermite in quanto è possibile specificare le derivate di p negli stessi punti senza specificare le derivate di grado inferiore o il polinomio stesso.